# 仁丹 (霹雳)
仁丹是馬來西亞霹靂州上霹靂縣高烏下轄的一座市鎮和華人新村，位于山间盆地的边缘。仁丹臨近泰國邊界，北部12.7公里處為邊境市鎮高烏，南部36公里處為宜力，東西邊被群山包圍。
仁丹位於地势高峻之地，平均高度海拔300米，空氣清新，气候涼爽，生產蔬果，名種榴蓮等。仁丹早期是霹靂州錫礦開采地之一，但是在錫價大跌以後，小鎮失去了以往的繁榮。如今仁丹小鎮的人口大量流失，年輕人紛紛前往鄰近的城市工作，仁丹小鎮人口隨之老齡化。仁丹小鎮的許多店屋也受人口流失影響而被荒置。

## 小鎮
今天的仁丹，還有一座僅剩十人的「公立華小」（SJKC Kung Li）、國小（SK Kelian Intam）、國中（SMK Kelian Intan）、巴刹、新聞局等，各族人民安居樂業。今天的仁丹，主要歸功於當地的錫礦礦脈。
小鎮以華裔分爲四大區域，分別是以籍貫客家村、新興村、及以廣隆錫礦公司命名的廣隆村和街場（市區），三村共有逾200戶，小鎮街場則屬于商業區，大街兩旁有店屋約百家。市區內目前不到15間尚在經營的商店，其中包括6間雜貨店、2間茶室及一間餐館，鎮上設施也一應俱全。
當地的拉曼錫礦有限公司（Rahman Hydraulic Tin Sdn. Bhd.）從創立運作之今已有逾百年歷史，至今這間公司仍在運作中，只是使用的采礦方式有所不同。這間公司自創立至今，為當地居民提供了許多就業機會。據當地村民表示，在該司主要采礦區巴古山上的錫礦經1號及2好鋼綫吊斗運過來的錫苗沙經加工之後，排出的沙屎（泥沙）通過溝渠水溝排到山谷，久而久之形成了平地，新興村、廣隆村和一部分街場都是建立在該平地上的。